# Корветы типа «Хариф»
Корветы типа «Хариф» — серия из трёх корветов, построенных для Королевского флота Омана. Корабли были построены BAE Systems на верфи в Портсмуте, в рамках сделки стоимостью 400 млн фунтов, которая также включала обучение, обеспечиваемое фирмой VT Group.

## История
Контракт на постройку трёх кораблей этого типа стоимостью £400 млн между VT Shipbuilding и правительством Омана был подписан 15 января 2007 года. С июля 2008 года проектированием и строительством занималась компания BVT Surface Fleet, вновь созданное совместное предприятие BAE Systems и VT Group. Строительство велось на верфи в Портсмуте. Передача заказчику первого корабля планировалась на 2011 год, однако из-за неуказанных технических проблем отодвинулась на два года. 
Первый корабль серии был спущен на воду 22 июля 2009 года, одновременно проходила церемония наименования корабля, в которой участвовал султан Омана Хейсам бен Тарик в присутствии министра Великобритании по военной технике Квентина Дэвиса, комаюдующего ВМС Омана контр-адмирала Абдуллы бин Хамиса и других официальных лиц.
8 октября 2013 года первый корабль отбыл в Оман.
Спроектированы на базе семейства океанских патрульных кораблей VT Multipurpose Ocean Patrol Vessel.
Первые стрельбы ракетами VL Mica проведены на «Аль-Шамих» в сентябре 2013 года.

## Конструкция
Корветы типа Charif представляют собой вариант 99-метровых корветов BAE Systems, оптимизированные для автономности, малого радиолокационного сечения и низкого уровня шума, представляющие собой универсальную платформу для установки различных систем вооружения и оборудования в зависимости от потребности заказчика.
Корветы имеют длину 99 метров, ширину 14,6 метра и осадку 4,7 метра; конструкция корпуса заимствована у более ранних 90-метровых кораблей, построенных для военно-морских сил Бразилии и Таиланда. Носовая часть корабля предназначена для уменьшения радиолокационных отражений. Еще одна особенность, которая снижает заметность корабля, - это двигательная установка CODOE (комбинированная дизельная или электрическая), которая позволяет совершать марши на малой скорости с использованием только бесшумных электродвигателей. Корабли оснащены двумя дизельными двигателями MCR Propulsion мощностью 5400 кВт и электродвигателями Rolls-Royce, приводящими в движение гребные винты переменного шага. Максимальная скорость 25 узлов, экономическая 7,7 узла, максимальная дальность 4500 морских миль; Автономность корабля - 21 сутки.
Корветы типа «Хариф» предназначены в первую очередь для борьбы с надводными кораблями и самолетами противника, а также ведения радиоэлектронной разведки. Вооружение состоит из 76-мм версии Super Rapid OTO Melara в носовой части, двух 30-мм дистанционно управляемых артиллерийских установок DS30M, 8 противокорабельных ракет MM-40 Exocet, 12 зенитных ракет MBDA MICA в УВП. Корабли также имеют вертолётную площадку, ангар и оборудование для базирования среднего вертолета массой до 12 тонн.
Большая часть электронного оборудования производится концерном Thales. К ним относятся трёхкоординатный радар обзора и целеуказанияThales Smart-S Mk 2, радар сопровождения целей Thales STIR 1.2 EO для управления артиллерийским и ракетным огнем и система электронной разведки и поддержки Thales Vigile 400 ESM / ELINT. Все подсистемы интегрированы в боевую информационную систему Thales Tacticos.
Аппаратура корветов оптимизирована для патрулирования и защиты морской экономической зоны, функций сдерживания, противодействия надводным и воздушным целям, радиоэлектронной борьбы и поисково-спасательных операций.

## Назначение
Корабли предназначены для выполнения следующих функций:
- Защита морских территорий, представляющих интерес, включая исключительную экономическую зону;
- Патрулирование и наблюдение;
- Сдерживание в конфликтных ситуациях;
- Совместные боевые операции;
- Специальные операции;
- Поиск и спасение;
- Операции по оказанию помощи при бедствиях на море.

## Состав серии
| Фото | Корабль     | Номер | Заложен    | Спущен     | В строю    | Статус  |
| ---- | ----------- | ----- | ---------- | ---------- | ---------- | ------- |
|      | Аль-Шамих   | Q40   | 01.10.2007 | 22.07.2009 | 26.06.2013 | В строю |
|      | Аль-Рахмани | Q41   | 01.08.2008 | 23.07.2010 | 21.10.2013 | В строю |
|      | Ар-Расих    | Q42   | 01.02.2009 | 27.06.2011 | 28.05.2014 | В строю |

## Инциденты
В марте 2012 года три инженера BAE были ранены в результате выстрела из пушки  во время испытаний у побережья Дорсета.

## Внешние ссылки
- BVT News Release regarding Al Shamikh launch
- Naval Technology
- Khareef class Ocean Patrol Vessel (OPV) - Royal Navy of Oman at navyrecognition.com